# Manu Koné
Emmanuel "Manu" Kouadio Koné (Colombes, 17 de maio de 2001) é um futebolista francês que atua como meio-campista. Atualmente joga pela Roma, emprestado pelo Borussia Mönchengladbach.

## Carreira
Koné fez sua estreia profissional pelo Toulouse em uma derrota por 2 a 1 para o Dijon em 24 de maio de 2019.
Em 21 de janeiro de 2021, o clube da Bundesliga Borussia Mönchengladbach anunciou a contratação de Koné em um acordo válido até 2025, ao mesmo tempo em que confirmou que ele terminaria a temporada 2020-21 em Toulouse. A taxa relatada para o meio-campista foi de € 9 milhões. Após concluir a mudança no verão, Koné recebeu a camisa número 17 em Mönchengladbach. Ao assinar pelo novo clube, ele afirmou que o Gladbach estava desesperado para contratá-lo e, em algum momento, ele não conseguiu dizer não: "Eles tentaram de tudo, e isso me impressionou". Koné marcou seu primeiro gol pelo Gladbach na vitória por 5 a 0 da DFB-Pokal sobre o Bayern de Munique em 27 de outubro de 2021.
Koné empatou com o maior número de cartões amarelos na temporada 2022-23 na Bundesliga com Jeffrey Gouweleeuw do FC Augsburg, já que ambos acumularam 12 cartões amarelos ao longo da competição da liga. Koné jogou um total de 30 partidas da liga, marcando seu único gol em 11 de novembro de 2022 em uma vitória por 4 a 2 contra o Borussia Dortmund, quando o Gladbach terminou a temporada na 10ª posição.
O início da temporada 2023-24 de Koné foi interrompido por uma lesão no joelho, sofrida durante uma missão internacional em junho. Koné mais uma vez marcou seu único gol na liga contra o Dortmund, desta vez em uma derrota por 4 a 2 em 25 de novembro de 2023. Ele ficou afastado por mais um mês após machucar a coxa em uma partida amistosa internacional em 28 de março.
Em 30 de agosto de 2024, ele se mudou para a Itália e se juntou ao clube da Série A Roma por uma taxa estimada de € 18 milhões, assinando um contrato de cinco anos. O acordo é estruturado como um empréstimo para a temporada 2024-25, seguido por uma obrigação de compra.

## Carreira internacional
Koné é um jovem internacional pela França. Ele competiu nos níveis Sub-18, Sub-19 e Sub-21. Koné também representou a França nas Olimpíadas de Verão de 2024, ganhando uma medalha de prata após perder por 5–3 na final contra a Espanha.
Koné fez sua estreia pela seleção principal da França em 6 de setembro de 2024 em um jogo da Liga das Nações contra a Itália no Parc des Princes. Ele substituiu Youssouf Fofana no minuto 58, a França perdeu por 1–3.

## Títulos
França sub-23
- Jogos Olímpicos: 2024 (medalha de prata)